# François Fillon
François Charles Armand Fillon (Le Mans, 4 maart 1954) is een Frans voormalig politicus. Van 17 mei 2007 tot 16 mei 2012 was hij premier van Frankrijk onder president Nicolas Sarkozy. Beiden zijn van dezelfde politieke partij, Les Républicains (LR).

## Politieke loopbaan
Van 1981 tot 2005 zat hij in de Assemblée nationale, de Franse Tweede Kamer, daarna vanaf 18 september 2005 tot aan zijn benoeming als premier in 2007 in de senaat, de Franse Eerste Kamer. In de herfst van 2004 was hij al eens eerder voor korte tijd lid van de senaat geweest.
Als lid van de UMP werd Fillon in 2002 minister van Sociale Zaken onder premier Jean-Pierre Raffarin en hervormde hij de wet van de 35 urenweek en het Franse pensioensysteem, met controverse als gevolg. Hij werd minister van Onderwijs in 2004 en stelde de veel besproken Fillonwet inzake het onderwijs voor. In 2005 werd hij niet opgenomen in de nieuwe regering onder leiding van Dominique de Villepin, maar werd wel benoemd tot senator voor het departement Sarthe.
Sarkozy werd bij de presidentsverkiezingen van 2007 tot de nieuwe president van Frankrijk gekozen. Hij benoemde Fillon als zijn premier. Fillon bleef dat gedurende de hele ambtsperiode van Sarkozy, hij leidde drie regeringen: Regering-Fillon I, II en III. Fillon nam ontslag na de nederlaag van Sarkozy tegen François Hollande in de Franse presidentsverkiezingen van 2012.
Van 1983 tot 2001 was Fillon burgemeester van zijn woonplaats Sablé-sur-Sarthe.

### Presidentskandidaat
Fillon nam in november 2016 deel aan de voorverkiezingen voor de officiële presidentskandidaat van LR voor de presidentsverkiezingen van 2017. Bij de eerste ronde van de voorverkiezingen van 20 november 2016 verwierf hij de meeste stemmen. Thema's tijdens zijn campagne waren een kleinere overheid en betere betrekkingen met het Rusland van Vladimir Poetin. Zijn grootste uitdager binnen Les Républicains was Alain Juppé, die doorging voor gematigder. Fillon versloeg Juppé op 27 november in de tweede ronde. In de eigenlijke presidentsverkiezingen kwam Fillon niet door de eerste ronde. Na de uitslag riep hij de Fransen op om bij de tweede ronde op Emmanuel Macron te stemmen.

### Affaire Fillon
Le Canard enchaîné beschuldigde Fillon er in januari 2017 tijdens de campagne voor de presidentsverkiezingen twee keer onder andere van dat hij zijn vrouw als parlementair assistent op de loonlijst had gezet zonder dat ze werkzaamheden voor hem verrichtte. Fillon weigerde zich terug te trekken uit de verkiezingen, maar verloor in de eerste ronde.
De correctionele rechtbank van Parijs veroordeelde op 29 juni 2020 Fillon tot vijf jaar gevangenisstraf, waarvan drie jaar voorwaardelijk, voor het misbruiken van publiek geld door zijn vrouw in dienst te nemen zonder dat zij hiervoor werk verrichtte. Ze verdiende sinds 1998 negen keer het minimumloon voor fictief werk. Hij kreeg daarnaast een boete opgelegd van 375.000 euro. Tevens werd hem voor een periode van tien jaar het actieve kiesrecht ontnomen. Zijn vrouw kreeg een voorwaardelijke celstraf van drie jaar, evenals een geldboete van eveneens 375.000 euro. Beiden dienden ook gezamenlijk meer dan één miljoen euro terug te betalen dat ten onrechte als loon aan zijn vrouw zou zijn uitbetaald. Het echtpaar ging in hoger beroep, maar dat werd afgewezen. Alleen de strafmaat voor François Fillon moet nog worden herzien.

## Persoonlijke aangelegenheden
Fillon is gehuwd met de Welshe Penelope Clarke. Ze hebben vijf kinderen en wonen in het uit de 12e eeuw stammende Château de Beaucé aan het riviertje de Sarthe.
In zijn vrije tijd jogt hij en doet hij aan autoracen. Dit laatste doet hij graag op het autocircuit van Le Mans in zijn departement Sarthe. In 2003 deed hij met Henri Pescarolo als coureur in een Ferrari 250 GT mee aan de 24 uur van Le Mans Classic.
Fillon is een praktiserend katholiek en een bewonderaar van de Britse oud-premier Margaret Thatcher. Hij beschouwt zichzelf primair als een pragmaticus.
- Bibliothèque nationale de France: cb12389021r (data)
- Gemeinsame Normdatei: 134218086
- International Standard Name Identifier: 0000 0001 1436 5674
- Library of Congress Control Number: n2007059907
- Nationale Bibliotheek van Polen: a0000003567019
- Réseau des bibliothèques de Suisse occidentale: 02-A013800146
- Système universitaire de documentation: 032969376
- Virtual International Authority File: 1223971
- WorldCat: E39PBJm98X49CtQtfTwKYhHcT3